# Head over Feet
«Head over Feet» es una canción de la cantante canadiense Alanis Morissette, escrita por esta junto a Glen Ballard, quien la produjo para el tercer álbum de Morissette, Jagged Little Pill. Fue lanzada como quinto sencillo a nivel internacional y el sexto en los Estados Unidos y presentó un sonido más suave que los anteriores sencillos del álbum. Se convirtió en el primer número uno de Morissette en el Billboard Adult Top 40 y encabezó el Top 40 Mainstream.
En 1999 una versión acústica formaría parte de su álbum en vivo Alanis Unplugged, y posteriormente sería editada para el álbum Jagged Little Pill Acoustic.

## Video musical
El video musical de «Head over Feet» fue dirigido por Michelle Laurita y la propia Alanis Morissette. El video es simple, muestra un primer plano de Alanis con una cámara bloqueada. Hay dos versiones del video : la versión «Head» y la versión «Feet» (reproducida en Europa y Asia). La 12.ª versión de la toma termina con Alanis riéndose al final, mientras que la otra versión muestra a Alanis y la banda jugando con niños corriendo y tocando la armónica alrededor suyo. Ambos videos aparecen en el DVD Jagged Little Pill, Live (1997). 
Lanzado en septiembre de 1996, el video recibió mucha rotación en MuchMusic, VH1, MTV y otros canales de videos musicales. En octubre, el video fue el tercero más reproducido en VH1 y el 22 en MTV. En noviembre, el video ya estaba entre los veinte primeros en la lista de videos más vistos compilados por la revista Billboard. En el número del 23 de noviembre de 1996 de Billboard, el video fue el más reproducido en VH1.

## Lista de canciones
1. «Head Over Feet»
2. «You Learn» (live)
3. «Hand in My Pocket» (live)
4. «Right Through You» (live)

## Estructura armónica
«Head Over Feet» tiene una estructura armónica que es inusual para su género. Los coros están en una clave diferente que los versos. Cada verso está en la clave de Do mayor, mientras que cada coro es en la clave de Re mayor. Como resultado, al final de cada estribillo de la canción se ve obligado a modular la que se establece un segundo mayor (que es poco frecuente en la música rock).

## Posicionamiento en listas
| Listas (1996)                     | Posicionamiento |
| --------------------------------- | --------------- |
| UK Singles Chart                  | 7               |
| U.S. Billboard Hot 100 Airplay    | 3               |
| U.S. Billboard Adult Contemporary | 27              |
| U.S. Billboard Adult Top 40       | 1               |
| U.S. Billboard Modern Rock Tracks | 25              |
| U.S. Billboard Top 40 Mainstream  | 1               |
| Canadian Singles Chart            | 1               |
| Listas (1997)                     | Posicionamiento |
| Australian ARIA Singles Chart     | 12              |
| U.S. Billboard Top 40 Adult       | 1               |

## Certificaciones
| País      | Certificación | Ventas  |
| --------- | ------------- | ------- |
| Australia | Oro           | 35 000+ |